# Mach-Hommy
Mach-Hommy é um rapper haitiano-americano.  Esconde o seu verdadeiro nome e rosto em todas as aparições públicas que o levou a ser descrito como "um dos artistas mais indescritíveis do hip-hop" , para além de não disponibilizar as letras das suas músicas, deixando-as abertas à interpretação dos ouvintes. Embora Mach-Hommy use maioritariamente o inglês, incorpora frequentemente a língua crioula haitiana nas músicas.

## Discografia

### Álbuns e mixtapes
- Goon Grizzle (2004)
- F.Y.I. (2013)
- HBO (Haitian Body Odor) (2016)
- Dollar Menu 2 (2017)
- Dump Gawd: Hommy Edition (2017)
- Dollar Menu 3 (2017)
- Goon Grizzle (2017)
- Dumpmeister (2017)
- Luh Hertz (2017)
- The G.A.T... (2017)
- Fete Des Morts AKA Dia De Los Muertos (2017)
- Bulletproof Luh (2018)
- Saturday Night Lights, Vol. 1 e 2 (2018)
- DUCK CZN: Chinese Algebra (2018)
- Notorious Dump Legends (2018)
- Tuez-Les Tous (com DJ Muggs) (2019)
- Mach's Hard Lemonade (2020)
- Pray for Haiti (2021)
- Balens Cho (Hot Candles) (2021) [2]

### EPs
- Good Grease (2013) [3]
- Dollar Menu (com Tha God Fahim) (2017) [4]
- The Spook... (com Knxwledge) (2017) [5] [6] [7]
- Wap Konn Joj! (2019) [8]
- Dump Gawd: Triz Nathaniel (2022) [9] [10]